# Traces of You
Traces of You è il settimo album in studio della musicista indiana Anoushka Shankar, pubblicato nel 2013.

## Tracce
1. The Sun Won't Set (featuring Norah Jones) – 3:34 (Anoushka Shankar, Nitin Sawhney)
2. Flight – 3:37 (Shankar)
3. Indian Summer – 4:54 (Shankar, Sawhney)
4. Maya – 5:05 (Shankar, Manu Delago)
5. Lasya – 4:38 (Shankar)
6. Fathers – 2:30 (Shankar, Sawhney)
7. Metamorphosis – 4:57 (Shankar, Sawhney)
8. In Jyoti's Name – 3:33 (Shankar)
9. Monsoon – 3:40 (Shankar)
10. Traces of You (featuring Norah Jones) – 3:45 (Shankar, Sawhney)
11. River Pulse – 3:04 (Sawhney)
12. Chasing Shadows – 8:17 (Shankar, Vishwa Mohan Bhatt)
13. Unsaid (featuring Norah Jones) – 4:26 (Shankar, Norah Jones)